# Bahía Alemana

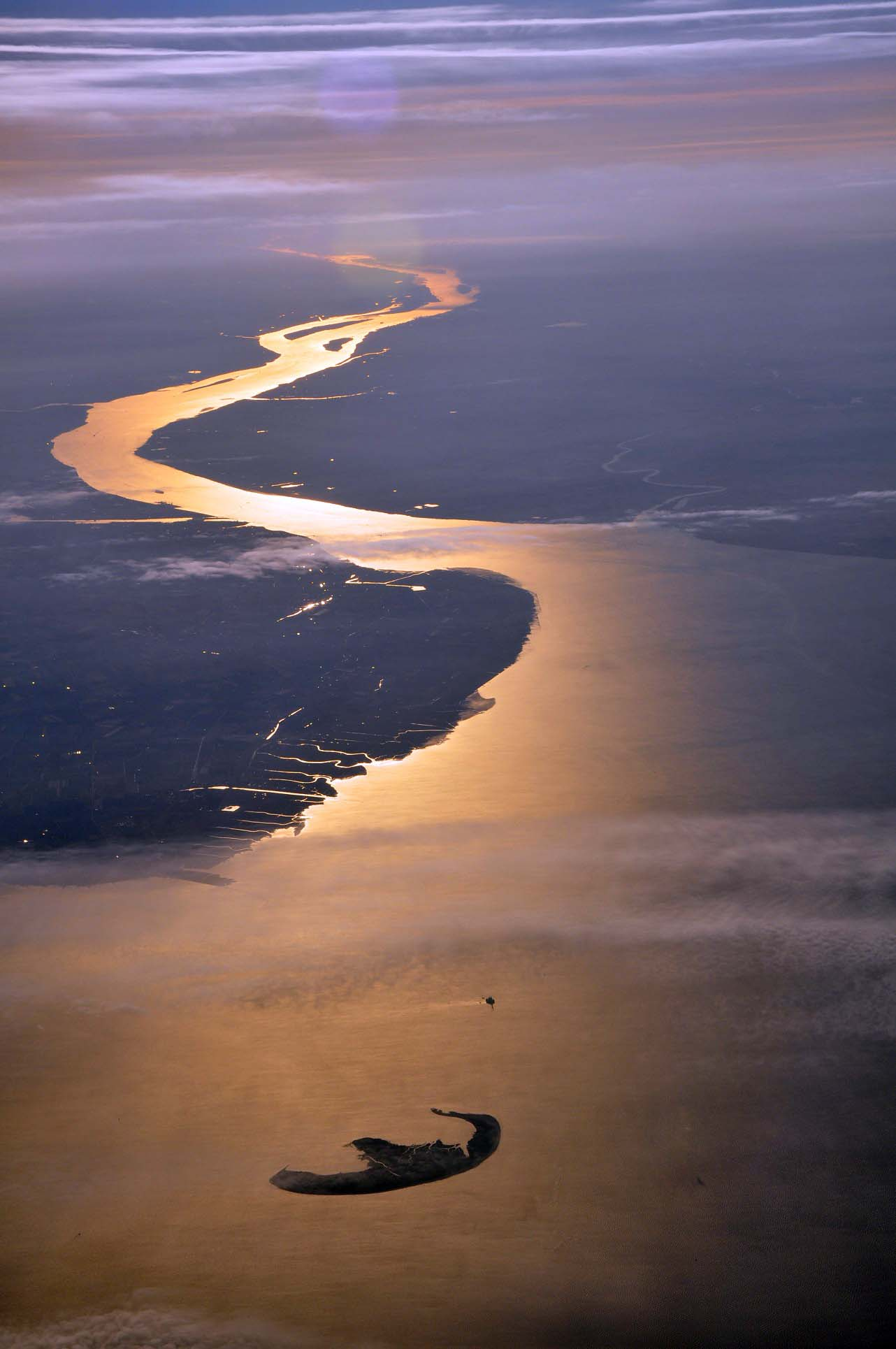
La desembocadura del río Elba marca la esquina sureste de la bahía Alemana. La isla que se observa en la imagen es Trischen.

La bahía Alemana (en alemán: Deutsche Bucht; en danés: Tyske Bugt; en neerlandés: Duitse Bocht; en frisón occidental: Dútske Bocht; en frisón septentrional: Sjiisk Bocht y en inglés: German Bight) es una amplia bahía localizada en el sureste del mar del Norte, que limita con los Países Bajos y Alemania, al sur, y Dinamarca y Alemania al este (la península de Jutlandia). Al norte y al oeste está limitado por el banco Dogger. En la bahía se encuentran las islas Frisias e islas Danesas. El mar de Frisia tiene aproximadamente de diez a doce kilómetros de ancho en la localización de la cuenca marina alemana (Hogan. 2011). Las islas Frisias y las zonas costeras cercanas se conocen colectivamente como Frisia. La porción sur de la cuenca es también conocida como la ensenada de Heligoland. Entre 1949 y 1956 el Shipping Forecast de la BBC empleaba el nombre de "Heligoland", como designación para el área ahora conocida como bahía Alemana.